# Nimbus 1
Nimbus 1 (Latijn voor regenwolk) was een Amerikaanse weersatelliet uit 1964. Deze missie had als doel om meteogegevens te verzamelen en gold als proefvlucht voor het uittesten van nieuwe, modernere apparatuur. De Nimbus satellieten waren de eerste ruimtevaartuigen die de zon volgden om hun zonnepanelen optimaal te richten. Ook was dit de eerste NASA-satelliet die zowel bij daglicht als 's nachts opnamen van tropische cyclonen nam.

## Nimbusprogramma

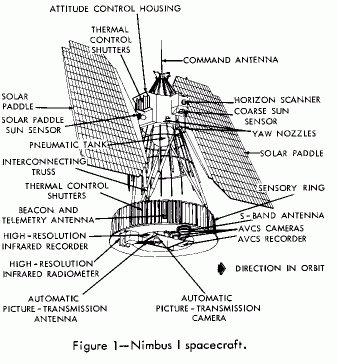
Schema van Nimbus 1

De NASA gaf begin jaren zestig de eerste aanzet tot een waarnemingsprogramma met meerdere doelen. Dit omvatte:
- ontwikkeling van sensoren voor kunstmanen, die bijdroegen aan een verbeterde langetermijnweersvoorspelling
- ontwikkelen van sensoren voor bestudering van het aardoppervlak en dampkring
- basiskennis opdoen met nieuwe technieken
- ontwikkeling van methodes voor onderzoek naar de atmosfeer van andere planeten
- deelname aan wereldwijd lopende observatieprogramma's van het weer
- een nieuwe bron bieden van meteorologische gegevens

Hiervoor gebruikte NASA het GSFC. De satelliet werd gebouwd door General Electric. Deze gunde veel werkzaamheden aan RCA, Hughes, ITT, Texas Instruments en andere firma's. Ook diverse universiteiten leverden een bijdrage. Met name de ontwikkeling van apparatuur voor gegevensopslag en dataverwerking werd uitbesteed.

### Verschil metTIROS
De Nimbus 1 verschilde in belangrijke mate van zijn voorganger TIROS. Een TIROS verrichtte slechts 20% van zijn tijd waarnemingen van de Aarde. Een Nimbus daarentegen observeerde de Aarde voortdurend.

## Opbouw
Nimbus 1 moest dienen als testvaartuig voor nieuwe meteo-apparatuur. Het moest in een polaire baan om de Aarde draaien, gestabiliseerd en naar de Aarde gericht. Het was opgebouwd uit drie gedeelten: de zonnepanelen, de behuizing voor de vluchtinstrumenten en een rond onderstuk voor de meetinstrumenten. Nimbus 1 woog 374,4 kg.
De behuizing en zonnepanelen waren door middel van een magnesium vakwerk met het onderstuk verbonden. Dit gaf de satelliet het uiterlijk van een boei met een diameter van 1,50 m aan de basis, een hoogte van ± 3,70 m en een spanwijdte van 3,00 m met uitgeklapte zonnepanelen. Het ronde onderstuk onderaan bood onderdak aan elektronica en accu's; onderaan waren de antennes voor doorseinen van gegevens en meetapparatuur bevestigd. Een H-vormige constructie ondersteunde de grotere instrumenten en bandrecorders. De vluchtapparatuur zat bovenaan; hierop waren standregelraketjes (op freon), zonnesensors, horizonscanners en de antenne geplaatst waardoor Nimbus 1 zijn instructies ontving. De drie-assige (rollen, gieren en stampen) standregeling was tot op 1° nauwkeurig.

## Wetenschappelijke instrumenten

### Advanced Vidicon Camera System (AVCS)
Het AVCS bestond uit drie camera's, een bandrecorder en een zender op de S-band. Het sloeg de gemaakte beelden tijdelijk op om door te zenden naar bepaalde grondstations. De camera's, bevestigd op het ronde onderstuk, waren naar de Aarde gericht. Elke camera had een blikveld van 37°. De middelste keek recht omlaag, de optische as van de andere twee wees 35° naar de zijkant. De brandpuntsafstand bedroeg 16,5 mm. De zonnepanelen stonden in verbinding met een potentiometer, die de grootte van het diafragma bepaalde. Over de evenaar was het diafragmagetal f/16, over de polen f/4. 
De 2,54 cm vidicon-buizen leverden 800 beeldlijnen en hadden een oplossend vermogen van minder dan een kilometer op nadir vanaf 800 km hoogte. De samengevoegde camerabeelden besloegen een gebied van 830 x 2700 km. Per camera kon Nimbus 1 64 foto's opslaan (maximaal 192), dus alle gemaakte opnamen tijdens twee banen om de Aarde konden op band worden bewaard, tot de satelliet weer binnen bereik van een grondstation vloog. Vervolgens kon Nimbus 1 al deze opnamen binnen vier minuten overseinen op een golflengte van 1707,5 MHz, als het betreffende grondstation met de benodigde apparatuur was uitgerust.
Het concept bleek zeer functioneel. Het leverde de eerste wolkenfoto's in hoge resolutie, die bijna de gehele wereld omsloegen.

### Automatic Picture Transmission (APT) System

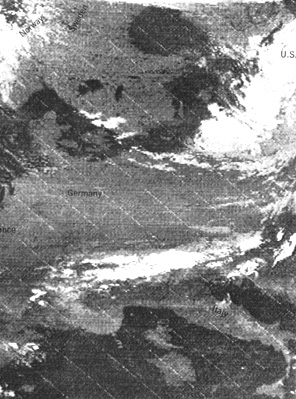
Nachtelijke opname van Europa uit 1964

Het Automatic Picture Transmission System bestond uit een camera met zender. Deze zond bij daglicht plaatselijke meteobeelden op langzame snelheid over naar daarvoor uitgeruste APT grondstations binnen radiobereik. De camera was bevestigd aan het H-vormige frame binnen het ronde onderstuk en omlaag gericht. Zijn optische as liep parallel met de rotatie-as van Nimbus 1. Hij was uitgerust met een groothoekobjectief met een blikveld van 108°, een brandpuntsafstand van 5,7 mm en een diafragmagetal van f/1,8. Iedere opname nam 8 seconden in beslag; de benodigde tijd om deze naar de grond te verzenden bedroeg 200 seconden. De beelden op het fotogevoelige oppervlak van vidicon buis werden uitgelezen met een snelheid van 4 beeldlijnen per seconde. Deze zender had een golflengte van 136,95 MHz en een vermogen van 5 W. Op normale hoogte besloeg zo'n opname een gebied van 1660 x 1660 km, waarbij het oplossend vermogen op nadir ± 3 km was. Dit instrument leverde in de 3½ week tijd dat Nimbus 1 functioneerde 1600 opnamen af. Deze bleken van hoge kwaliteit en bewezen zo het bestaansrecht van weersatellieten. Men was vanaf nu technisch in staat om in real-time plaatselijke weerfoto's over te seinen. Meteorologen waren niet langer aangewezen op informatie van vele uren oud.
Prettige bijkomstigheid van APT was, dat nu ook radioamateurs de gemaakte foto's konden ontvangen. APT vereiste slechts relatief eenvoudige dus goedkope techniek. 

### High-Resolution Infrared Radiometer (HRIR)
De hoge-resolutie IR radiometer bracht het wolkendek tijdens donkere perioden in kaart als aanvulling op het AVCS. Dit instrument mat (tussen 3,5 en 4,1 micrometer) tevens de temperatuur van het aardoppervlak en de wolkentoppen en was eveneens aangebracht op het ronde onderstuk. Het bestond uit een optisch systeem, een IR detector met lood/selenide fotogeleidend materiaal, bandrecorder, een filter om ongewenste effecten van waterdamp en koolstofdioxide op metingen tegen te gaan en andere noodzakelijke elektronica. De HRIR produceerde, in tegenstelling tot de AVCS, echter geen beeld in de radiometer. In plaats daarvan zette het de gemeten straling om in een voltage en sloeg dat op band op. Die speelde de satelliet af als een grondstation binnen bereik kwam. Op nadir en op kruishoogte had dit instrument aan het aardoppervlak een oplossend vermogen van 8 km. Bij een blikveld van 1,5° nam het temperaturen tussen 210 en 330 K waar. Het woog 5,1 kg en had een vermogen van 4 W.
Hoewel Nimbus 1 slechts een kort leven was beschoren, demonstreerde de HRIR de mogelijkheid om op wereldschaal 's nachts kenmerken van landschappen en wolkenformaties vast te leggen. De verbeterde resolutie bood nieuwe inzichten over de vorming van tropische stormen, fronten en de opbouw van de intertropische convergentiezone. Met de vroegere technieken was dit onmogelijk.

## Vluchtverloop

### Lancering met haken en ogen
De Nimbus 1 werd gelanceerd op 28 augustus 1964 met een Thor-Agena B draagraket vanaf Vandenberg Air Force Base. Die verliep problematisch: de tweede trap werkte korter dan gepland. Hierdoor kwam Nimbus 1 niet in de juiste cirkelvormige baan. De satelliet kwam in een elliptische baan met een apogeum van 937 km, een perigeum van 429 km en een omlooptijd van 98,42 minuten. De excentriciteit bedroeg 0,03595 bij een inclinatie van 98,66°.

### Observaties voortijdig gestaakt
Iedere locatie op Aarde werd eens in de twaalf uur bekeken. De aangeleverde foto's door het APT werden een begrip in alle huiskamers. Weerpresentatoren over de hele wereld gebruikten ze op TV tijdens hun weersvoorspellingen. De infraroodopnamen waren van aanmerkelijk betere kwaliteit dan die van TIROS.
Het ging mis door een technisch mankement. De oorzaak bleek misplaatste zuinigheid. In het luchtledige van de ruimte bestaat geen convectie. Degene die de zonnepanelen ontwierp, koos voor een commerciële elektromotor voor de afstelling van de panelen. Diens behuizing was felgekleurd, in plaats van (uitstralend) zwart. Als gevolg daarvan kon de motor zijn warmte in onvoldoende mate kwijt in het vacuüm, die het nu slechts af kon voeren door een kleine lager. Het smeermiddel van deze lager droogde uit en de motor liep vast, waardoor het vaartuig zijn panelen niet meer goed op de zon kon richten.

### Voortijdig einde en terugkeer
Deze storing beëindigde de missie voortijdig op 22 september 1964. Op 16 mei 1974 viel Nimbus 1 terug naar de Aarde en verbrandde in de dampkring.